# Min Raza Gyi
Min Raza Gyi ou Salim Shah (1557 - 1612) foi rei de Arracão de 1593 a 1612.

## Nome
O seu nome era Satui: dhammaraja, mas quando sucedeu a seu pai Min Phalong, ao ser proclamado rei em 1593, pegou o nome de Man Raja (nome de um de seus antepassados, ao qual foi acrescentado o epíteto de "Kri:" que significa Grande. Esse nome também se transcreve Min Raza Gyi, Mengradzagyi, ou Minrazagyi, ou aínda Raza-gri. Também foi chamado pelo nome muçulmano de Salim Shah, que também se transcreve  Chaulim Shya, Shimili Shah, ou aínda Xilimixa (é o nome que lhe dão as crónicas portuguesas).
As suas moedas, que são as primeiras da dinastia, trazem gravado o seguinte "Cheng phyû Sakheng Naradibbati Chaulim Shya", que significa: "Senhor do elefante branco, soberano dos homens, Salim Shah". (Naradibbati é seu título na língua páli, e Salim Shah, na língua muçulmana, em referência ao seu posse de Chatigão, povoado de indianos e muçulmanos, e á sua proximidade geográfica com a Índia e o Império Mogol).

## Pegu
Em 1597 o príncipe Minye Thihathu da cidade de Taungû (cidade que deu seu nome à dinastia reinante da Birmânia) rebelou-se contra seu primo, o rei de Pegu, Nandabayin, e procurou para isso uma aliança com o Arracão, que lhe respondeu favoravelmente. Ajudado por um forte contingente de mercenários portugueses, Min Raza Gyi invadiu a Baixa Birmânia e apoderou-se com seus aliados da capital, a cidade de Pegu.
Vencido, o rei Nanda foi levado para Taungû, e Min Raza Gyi trouxe para sua capital Mrauk-U o famoso elefante branco, assim como um espólio riquíssimo.
Foi nesse período que o Arracão atingiu sua máxima potência.

## Sirião
Além disso, apreendeu o distrito de Sirião, perto da atual cidade de Rangum, onde Filipe de Brito e Nicote, um dos portugueses ao seu serviço, fez edificar com sua autorização, em 1600, uma fortaleza, para controlar a entrada do reino de Pegu, e criar uma alfândega muito lucrativa. Tendo o rei voltado para Mrauk-U, Filipe de Brito, a partir de 1603, tornou-se praticamente o senhor independente de toda a Baixa Birmânia, chegando mesmo a levar o nome de Rei do Pegu, apesar das numerosas tentativas de recuperação das armadas do rei Min Raza Gyi, que em 1605, numa aliança com o rei de Taungû, envia seu filho, o futuro Min khamon, ao encontro do português, com uma forte armada.
Segundo uma crónica Filipe de Brito foi a sua espera perto de Prome e antes que a armada de Taungû chegasse, com três navios ancorados ao meio do rio a fazer fogo,  desbaratou a armada de Arracão, conseguindo apoderar-se do príncipe herdeiro.
Min Raza Gyi, teve muitas dificuldades em recuperar seu filho, chegando a pagar para seu resgate uma soma muito importante, e tendo que reconhecer Filipe de Brito como rei soberano independente de Sirião.
A partir desse momento Min Raza Gyi perdeu também o controlo que tinha sobre o porto de Dianga em frente de Chatigão, ocupado por uma forte comunidade portuguesa. Ora, os mercenários portugueses de Dianga permitiam ao rei de controlar as fronteiras com os reinos de Bengala, ao qual Chatigão geograficamente pertencia. Chatigão representava o porto de comércio mais importante do reino, e por isso Min Raza Gyi não podia permitir que os portugueses, tornados rebeldes, pudessem ocasionar uma invasão dos inimigos do Arracão para apoderar-se de Chatigão. Isso ocasionou o chamado "massacre de Dianga", o rei conseguindo prender o chefe dos portugueses de Dianga, e executá-lo, atacando em seguida o porto, massacrando muitos portugueses em fazendo entre 3 mil e 5 mil prisioneiros, conseguindo escapar Sebastião Gonçalves Tibau, que mais tarde se tornaria um dos seus principais adversários.
Na primavera 1607, tenta uma outra vez de sitiar Sirião, com a ajuda de Taungû, de Bhalwa, e muçulmanos da costa do Malabar. Tinha à sua disposição, seguindo Pieter Willemssen, 100 mil homens, 3 mil galeassas, e 150 navios de vela. Brito ajudado do rei de Prome, e dos Môns consegui vencelo, com a morte de 10 capitães portugueses, 80 soldados e 17 môns. Min Raza Gyi acabou por pedir então a paz.

## Sundiva
Em 1602 os portugueses, vindos de Dianga, tinham ocupado a ilha de Sundiva, no golfo de Bengala, que pertencia ao rei de Bakla, dependente de Arracão.
Depois do massacre geral dos portugueses (massacre de Dianga) e o governador português morto, o seu tenente Fateh Khan criou então um principado independente na região, que durou apenas dois anos, até que Sebastião Gonçalves Tibau e seus portugueses, agora aliados ao rei de Bakka, recuperem Sundiva, em 1609.

## Sucessão
O seu filho Min khamon (Husain Shah) sucede-lhe em 1612.